# Whiskey on a Sunday
Whiskey on a Sunday — DVD та музичний альбом американського гурта Flogging Molly виданий 25 липня 2006 року на SideOneDummy Records. У альбом увійшли як концертні записи гурту так і студійні роботи. На DVD були представлені документальні матеріали про гурт. До Whiskey on a Sunday увійшов студійний запис пісня Laura, яка раніше була представлена тільки у концертному варіанті на альбомі Alive Behind the Green Door. Всі концертні треки були записані у Wiltern Theatre в Лос-Анджелесі. Обкладинку для альбому створив Фейри Шепард. Альбом досяг 67 місця у Billboard 200 та отримав платиновий статус від RIAA.

## Список пісень
1. «Laura» — 4:15
2. «Drunken Lullabies» (Acoustic) — 4:55
3. «The Wanderlust» (Acoustic) — 3:37
4. «Another Bag of Bricks» (Acoustic) — 4:05
5. «Tomorrow Comes a Day Too Soon» (Acoustic) — 3:39
6. «The Likes of You Again» (Live) — 4:08
7. «Swagger» (Live) — 2:14
8. «Black Friday Rule» (Live) — 11:57
9. «Within a Mile of Home» (Live) — 4:34
10. «What's Left of the Flag» (Live) — 4:13

## Чарти
| Чарт (2006)                          | Найвища позиція |
| ------------------------------------ | --------------- |
| Нідерланди Dutch Albums (MegaCharts) | 45              |
| США Billboard 200                    | 67              |
| США Independent Albums (Billboard)   | 3               |
| США Top Rock Albums (Billboard)      | 24              |